# 센카 막 알렐라
센카 막 알렐라(아일랜드어: Sencha mac Ailella)는 아일랜드 신화의 얼스터 대계에 등장하는 인물이다. 콘코바르 막 네사 왕의 치세 때 재판관이자 시인으로 활동했다. 쿠 훌린이 태어났을 때 그의 양아버지가 되겠다고 자원했으나 웅변과 판단력을 가르치는 스승의 역할만 했다. 센카는 울라인들 사이에 평화가 이루어지게 하는 데 공을 세웠다.
센카는 여성혐오적인 판결을 내렸다가 얼굴에 얼룩 반점들이 생기게 되었다. 이것은 공정한 판결을 내리라는 뜻에서 그에게 내려진 영적 또는 마술적 금제였다. 나중에 브리이드 여신이 센카가 자기 판결을 재고했음을 확인하고 얼굴을 고쳐 주었다.
호메로스의 《일리아드》에 나오는 네스토르, 아서 왕 전설의 멀린과 비교되기도 한다.